# Johann Balthasar Burckhardt
Pour les articles homonymes, voir Burckhardt.
Johann Balthasar Burckhardt, né le 3 avril 1642 à Bâle et mort le 4 mai 1722 dans la même ville, est un homme politique bâlois.

## Biographie
Johann Balthasar Burckhardt est le fils de Hieronymus Burckhardt, greffier, et le neveu d'Andreas Burckhardt (1604-1667).
Bachelier ès arts en 1659, il devient membre du Grand Conseil (des Six de la corporation de la Clé) en 1674 et du Petit Conseil en 1676. À partir de 1678, il est régulièrement délégué, notamment à la Diète. Membre du Conseil des Treize de 1684 à 1722, il est premier prévôt des corporations de 1690 à 1704 et bourgmestre de 1705 à 1722. 
Après avoir été exclu du Conseil lors des troubles de 1691, il est réintégré sur l'intervention d'émissaires confédérés. Il assure avec succès les négociations de la paix d'Aarau en 1712.

## Sources
- « Burckhardt, Johann Balthasar » dans le Dictionnaire historique de la Suisse en ligne.